# サイバトラー
『サイバトラー』 (英:CYBATTLER) は、ジャレコが1993年2月に発売した業務用ビデオゲーム。宇宙を舞台にロボット同士の戦闘を描いた縦スクロールシューティングゲームである。

## ゲーム内容
ロボットの自機であるCYX-0017 BLANCHE(ブランシュ)を操作し、正体不明の軍事組織「エルファズム」を倒すのが目的の縦スクロールシューティングゲーム。集団戦、敵巨大兵器との一騎打ち、ステージ毎に異なる武装が支給されるなど、ロボットアニメをオマージュした作品である。
1レバーと2ボタンでブランシュを操作、レバーで自機を動かし、「ショット」のボタンで遠距離攻撃を行い、「ソード」のボタンで斬撃による近距離攻撃を行う。強制縦スクロールのシューティングゲームだが、自機であるブランシュは上下左右斜めの計8方向に向く事ができ、それぞれの方向に攻撃を行う事が可能である。また、ショットもしくはソードボタンを押しっぱなしにしている間は自機の向きを固定する事ができる。
全6ステージ。残機なしのライフ制で、敵の攻撃を受け自機のライフが無くなるとゲームオーバー、クレジットを投入しコンティニューすると特定地点まで戻された上での再開となる戻り復活となっている。

### ブランシュの武装
自機の武装はステージ毎に変更される。また、ショットボタンで使う武器は、撃っていない間は画面左下のチャージゲージが溜まっていく。
ビームランチャー(Beam launcher)
ショットボタンで使用。3WAYのショットを放つ。ショットを撃たないでいる事で無限にチャージが可能。チャージが尽きると1WAYになるなど本来の力を発揮できなくなる。MISSION 1で装備。
ビームガトリングガン(Beam gatling gun)
ショットボタンで使用。直線弾を放つ。無制限に連射でき、最大までチャージして撃つと強力なショットを撃つ事ができる。MISSION 2、3で装備。
ツインビームガン(Twin beam gun)
ショットボタンで使用。ビームガトリングガンの強化版といった装備で、3連弾を無制限に連射できる。MISSION 4～6で装備。
ビームソード(Beam sword)
ソードボタンで使用。近くの敵を斬りつける。攻撃力が高く、また敵を倒した際のスコアも多くなる。全ステージで装備。
ミサイルポッド(Missile pod)
ショットを撃った際、追加でミサイルを発射する。MISSION 3、5、6で装備。
ビームシールド(Beam shield)
1回だけ敵の攻撃を防ぐ。防いだ後、一定時間後に再び使用できるようになる。MISSION 3～6で装備。
オプション
ショットを撃った際、一緒にショットを撃ってくれるオプション。MISSION 2道中にて登場。
メガバズーカランチャー
ショットボタンで使用。上方向に威力の高いショットを撃ち、更にチャージゲージを溜めると多WAY弾を放てる。装備中にソードボタンを押す事で自機から取り外す事が可能。なお、耐久力が設定されており、敵の攻撃を受け続けると破壊されてしまう。MISSION 3道中にて登場。
バリア
条件を満たす事でMISSION 4道中にて入手でき、MISSION 5より使用可能。獲得した時点で10万点のボーナスが入る。自機を回転させるように操作しながらソードボタンを押すとバリアが発生し、一定時間無敵となる。使用回数が設定されており、MISSION 1～3でのスペシャルボーナス達成回数に準じて使用可能回数が変わる。

#### その他アイテム
得点アイテム
初心者マークのような形をしたアイテム。取るとスコアが増える。
修理アイテム
自機のライフを回復させる。
チャージアイテム
チャージゲージにパワーが補充される。

## 設定

### ストーリー
人類が宇宙を第2の生活圏としてから1世紀。静止軌道上の「小惑星ギガス」にて、謎の古代宇宙文明の産物と思われる「ヘルゴーレム」が発掘された。
その時、「エルファズム」と名乗る所属不明の軍事組織が登場、月、コロニーなどの重要拠点が制圧され、「ヘルゴーレム」もその手に落ちてしまう。
「エルファズム」の圧倒的な戦力の前に敗退する国連軍は、N国の主力サイバトラー部隊計64機の戦線投入を決定、その内の2機にプロトタイプの最新型サイバトラー「CYX-0017ブランシュ」があった。

### ステージ構成
MISSION 1～3では、特定条件を満たす事によりステージクリア時にスペシャルボーナスを獲得する事ができる。
MISSION 1 INTERCEPTION
- 装備:ビームランチャー、ビームソード
- ボス:SIKAMAS(CB-01"SIKAMAS")

MISSION 2 WARSHIP
- 装備:ビームガトリングガン、ビームソード
- ボス:GRIFFORN(CBX-004"GRIFFORN")

MISSION 3 NONAGGRESSION ZONE
- 装備:ビームガトリングガン、ビームソード、ミサイルポッド×2、ビームシールド
- ボス:SIKAMAS II(CB-05"SIKAMAS CUSTOM")

MISSION 4 GIGAS ZONE
- 装備:ツインビームガン、ビームソード、ビームシールド
- ボス:GIGAS(CBX-P7"GIGAS")

MISSION 5 LAGRANGE POINT
- 装備:ツインビームガン、ビームソード、ミサイルポッド×2、ビームシールド
- ボス:HELL GOLEM α

MISSION 6 ATMOSPHERE
- 装備:ツインビームガン、ビームソード、ミサイルポッド×2、ビームシールド
- ボス:HELL GOLEM β、HELL GOLEM γ

## 移植版
| No. | タイトル     | 発売日        | 対応機種                      | 開発元                | 発売元     | メディア                              | 型式 | 備考 |
| --- | ------------ | ------------- | ----------------------------- | --------------------- | ---------- | ------------------------------------- | ---- | ---- |
| 1   | サイバトラー | 2021年2月18日 | PlayStation 4 Nintendo Switch | ハムスター (移植担当) | ハムスター | ダウンロード (アーケードアーカイブス) | -    |      |

## スタッフ
- ディレクター:TEAM M WORD、JALECO
- キャラクターデザイン:NAO、TAKASAN、JUN
- プログラマー:KUMA、KIKKI、KING
- コンポーザー:PAO、MASAAKI.U、TSUGUMI.Y
- サウンドエフェクツ:PAO
- サウンドプログラマー:KIKKI
- スペシャルサンクス:KIMIAKI KURASHIMA、KIYOSHI MATUNAGA、A-1、KENICHIROU TAKASHI、KOUICHI KINJYOU、TUGUMASA、HIDEKI

## 関連作品
- サイヴァリア デルタ(2018年) - ダウンロードコンテンツとして、本作の自機であるブランシュが登場している。